# Xakírovka
Xakírovka (en rus: Шакировка) és un poble de Baixkíria, a Rússia, que en el cens del 2010 tenia 126 habitants. Pertany al districte d'Arkhànguelskoie.